# المفوضية الوطنية العليا للانتخابات
المفوضية الوطنية العليا للانتخابات هي هيئة مستقلة والمسؤول الوحيد عن إجراء الانتخابات في ليبيا ووضع ضوابط وآليات الترشح، أسست بموجب قانون أصدره المجلس الوطني الانتقالي عقب انتهاء الحرب الأهلية الأولى وإسقاط نظام الجماهيرية لإجراء انتخابات المؤتمر الوطني العام.
تتخذ المفوضية من العاصمة طرابلس مقرًا لها مع فروع في عدد من المدن الليبية الأخرى. ويقوم هيكلها التنظيمي على مجلس للمفوضية وإدارة عامة.

## تاريخ
لم يسبق أن تواجدت أي هيئة مستقلة في ليبيا مسؤولة عن تنظيم الانتخابات بالبلاد، ولم تجرى في ظل فترة حكم الجماهيرية أي عملية انتخابية عدا الاستفتاء الذي جرى في حقبة ما قبل تحول البلاد إليها من الجمهورية العربية الليبية عند إجراء استفتاء اتحاد الجمهوريات العربية سنة 1971 ، بينما كانت وزارة الداخلية هي المسؤولة عن تنظيم الانتخابات التشريعية العامة في فترة حكم المملكة الليبية. بعد انتهاء الحرب الأهلية الليبية الأولى أصدرّ المجلس الوطني الانتقالي الحاكم آنذاك قانون رقم 3 لسنة 2012 القاضي بإنشاء المفوضية الوطنية العليا للانتخابات. تكونّ القانون من 23 مادة وصدر بتاريخ 18 يناير 2012، بمدينة طرابلس، وقد نص القانون على أن المفوضية هيئة مستقلة ذات شخصية اعتبارية وذمة مالية مستقلة.

القانون المؤسس للمفوضية نص على أن يكون مقرها في طرابلس والسماح لها بإنشاء لفروع في شتى أنحاء البلاد، ويتكون مجلسها من 17 عضوًا منهم ثلاثة قضاة بدرجة مستشار لدى محكمة الاستئناف، واثنان من كل من: المحامين، وأساتذة الجامعات والمعاهد العليا، وأربعة أعضاء من منظمات المجتمع المدني يكون من بينهم امرأتان ورجلان، وعضوين أحدهم من الجالية الليبية في الخارج والآخر من فئة الشباب. كما نص القانون على أن المفوضية هي الجهة الوحيدة المتكفلة بإجراء انتخابات المؤتمر الوطني العام. وبعد قرابة العام، أقر المؤتمر الوطني العام قانونًا جديدًا للمفوضية، حمل القانون رقم 8 لسنة 2013 إضافةً على استقلالية الهيئة وحياديتها، كما نص على حصر تنظيم الانتخابات عليها:
مادة 3: «وفقًا لأحكام هذه القانون تعد المفوضية هي الجهة الوحيدة التي تتولى تنفيذ عملية الانتخابات والإعداد لها والإشراف عليها ومراقبتها والإعلان عن نتائجها..»

## هجوم إرهابي
نُفّذ هجوم إرهابي صباح يوم الأربعاء 2 مايو عام 2018 على المفوضية راح ضحيته 13 من موظفي المفوضية. بدأ الهجوم بإطلاق مسلّحَيْن النار على موظفي المفوضية، قبل أن يُفجّرا نفسيهما. أعلن تنظيم الدولة فيما بعد مسؤوليته عن الحادثة.

## المهام
تتمحور مهام المفوضية الوطنية العليا للانتخابات على:
- وضع اللوائح والإجراءات اللازمة لتنفيذ أي عملية انتخابية.
- تحديد المراحل التنفيذية للعملية الانتخابية والفترات الزمنية اللازمة لإنجازها.
- توعية وتثقيف المواطنين بالمعلومات والقواعد الإرشادية لأي عملية انتخابية.
- تسجيل الناخبين في سجل دائم حسب القوانين المعمول بها.
- إعداد وتنفيذ كل ما يتعلق بالعملية الانتخابية من تسجيل المرشحين واعتماد المراقبين والإعلاميين ووكلاء المرشحين، وتنفيذ عمليات
- الاقتراع والعد والفرز وجدولة النتائج واعتمادها والإعلان عنها.

## الهيكل التنظيمي

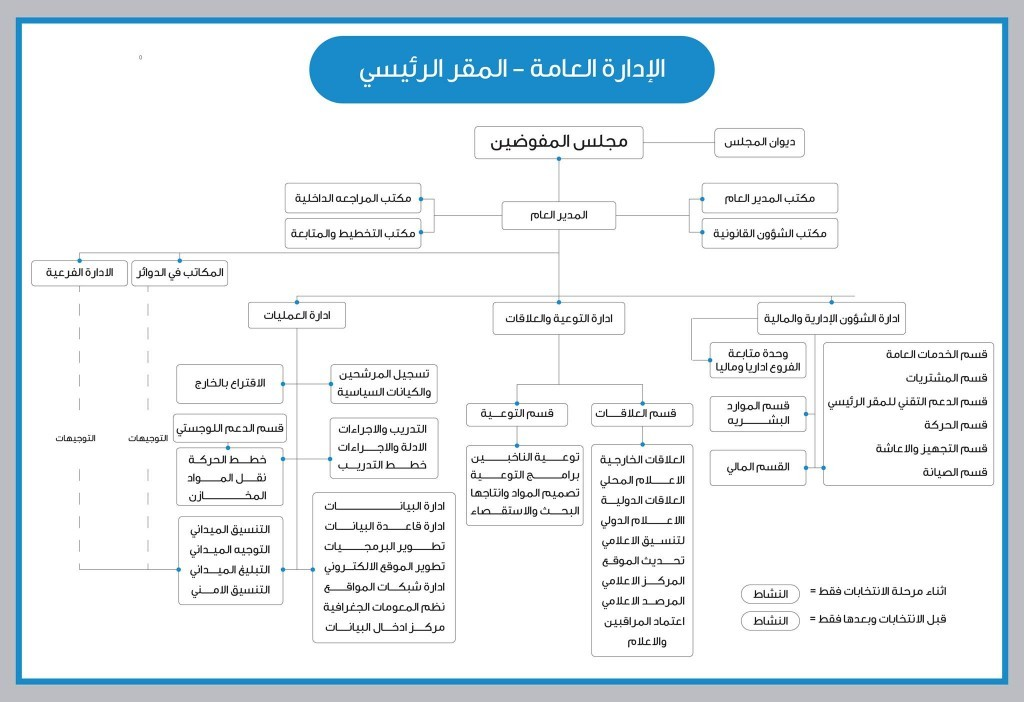
الهيكل التنظيمي للمفوضية الوطنية العليا للانتخابات

يتكون الهيكل التنظيمي للمفوضية الوطنية العليا للانتخابات من:

### مجلس المفوضية
اختلف القانون رقم 8 لسنة 2013 عن سابقه في تكوين مجلس المفوضية، حيث خفض عدد الأعضاء إلى ستة أعضاء متفرغين يتم تسميتهم بقرار من المؤتمر الوطني العام مشترطًا أن يكونوا من ذوي "السمعة الطيبة" والحيادية وعدم الانتماء الحزبي. وينص القانون على حقوق وامتيازات تمنح لأعضاء مجلس المفوضية تحددها الجهة التشريعية خلال مدة عملهم.
عضوية مجلس المفوضية قابلة للإسقاط أو العزل في حال تكرر غياب العضو عن ثلاثة اجتماعات متتالية دون عذر مقبول بحسب ما نص القانون، أو إدانة عضو المجلس بجريمة متعلقة بالأمانة أو الفساد الأخلاقي، أو عدم الكفاية في متابعة وتنفيذ المهام. ويتمتع جميع أعضاء مجلس المفوضية بما فيهم الرئيس حصانة تمنع اتخاذ أي اجراءات جنائية ضدهم فيما عدا حالات التلبس. وتنتهي العضوية بالمجلس في حال استقال العضو، أو وقعت له علة عقلية أو جسدية، أو في حال صدر بحقه حكم قضائي نهائي بالإدانة في جريمة مخلة بالشرف.
ويختص مجلس المفوضية عمومًا بإصدار القرارات التنظيمية اللازمة لسير لسير لعملية الانتخابية، وضمان تنفيذ جميع المهام الموكلة إلى المفوضية. تكون اجتماعات المجلس دورية وفي بعض الأحيان استثنائية في حال الحاجة لذلك بطلب من رئيس المجلس أو ثلث الأعضاء، ويكتمل النصاب القانوني للجلسات بحضور أكثر من نصف الأعضاء، وتتخذ القرارات بأغلبية الأصوات.

#### رئاسة مجلس المفوضية
يختص رئيس مجلس المفوضية برئاسة اجتماعات المجلس والدعوة لانعقادها، وهو المخول بالتوقيع على قرارات المجلس ومتابعة تنفيذها وسير العملية الانتخابية، وهو الممثل للمفوضية محليًا ودوليًا.

### الإدارة العامة
يرأس الإدارة العامة للمفوضية مدير عام يعينه مجلس المفوضية بقرار ويكون مسؤوليته التنفيذ المباشر للعملية الانتخابية تحت إشراف المجلس، ووتبع الإدارة العامة ثلاثة فروع دائمة في كل من طرابلس، بنغازي، وسبها.

### اللجان الانتخابية
اللجان الانتخابية تشكل من قبل المفوضية لإدارة العملية الانتخابية وتختص بأن تباشر جميع السلطات والاختصاصات المتعلقة بتنفيذ الانتخابات كما تشرف على جميع الجوانب الإدارية والمالية وهي ذات مسؤولية مباشرة أمام الإدارة العامة عن كافة الأعمال المنوطة بها. ويتمتع أعضاء اللجان هم أيضًا بالإستقلالية، ويكون تعيينهم من صلاحيات مجلس المفوضية.

## الميزانية المالية
تتمتع المفوضية بميزانية مالية مستقلة، يتم إعدادها وفقًا للأسس المعمول بها في البلاد، ويقوم رئيس مجلس المفوضية بإحالتها على للجهات المختصة بعد اعتمادها لإدراجها ضمن الموازنة السنوية العامة للدولة. تقوم المفوضية بالاحتفاظ بسجلات وحسابات منتظمة للإيرادات والمصروفات، فيما يقوم ديوان المحاسبة بعد ذلك بمراجعة حسابات المفوضية والتحقق من تطابق حساباتها للوائح والقوانين النافذة.
تتسم جميع المواد والمعدات والتجهيزات ذات العلاقة بالعملية الانتخابية بإعفاء ضريبي ورسومي سواءً كانت مشتراةً محليًا أو المستوردة من الخارج من قبل المفوضية، بحسب القانون.